# Manda Toto Island
Manda Toto Island är en ö i Kenya.   Den ligger i länet Lamu, i den sydöstra delen av landet, 500 km öster om huvudstaden Nairobi. Arean är 0,61 kvadratkilometer.
Terrängen på Manda Toto Island är mycket platt. Öns högsta punkt är 12 meter över havet. Den sträcker sig 1,2 kilometer i nord-sydlig riktning, och 1,4 kilometer i öst-västlig riktning.